# Vir (Zadar)
Vir es un municipio de Croacia en el condado de Zadar.

## Geografía
Se encuentra a una altitud de 5 m s. n. m. a 312 km de la capital nacional, Zagreb.

## Demografía
En el censo 2011 el total de población del municipio fue de 3000 habitantes, distribuidos en las siguientes localidades:
| Gráfica de población de Vir 1857-2011                               |
|                                                                     |
| Según los censos de población de la oficina estadística de Croacia. |